# Boada de Campos
Boada de Campos település Spanyolországban, Palencia tartományban. Boada de Campos Castromocho, Villerías de Campos, Meneses de Campos és Capillas községekkel határos. Lakosainak száma 16 fő (2024).

## Népesség
A település népessége az elmúlt években az alábbi módon változott:
| Lakosok száma | 22   | 22   | 20   | 20   | 20   | 18   | 17   | 17   | 19   | 16   |
|               | 2001 | 2004 | 2007 | 2009 | 2012 | 2014 | 2017 | 2019 | 2022 | 2024 |